# Milano-Torino 1982
La Milano-Torino 1982, sessantottesima edizione della corsa, si svolse il 7 marzo 1982 su un percorso di 266 km. La vittoria fu appannaggio dell'italiano Giuseppe Saronni, che completò il percorso in 5h24'00" precedendo i belgi Noël Dejonckheere e Rik Van Linden.

## Ordine d'arrivo (Top 10)
| Pos. | Corridore           | Squadra            | Tempo    |
| ---- | ------------------- | ------------------ | -------- |
| 1    | Giuseppe Saronni    | Del Tongo-Colnago  | 5h24'00" |
| 2    | Noël Dejonckheere   | Gis Gelati-Olmo    | s.t.     |
| 3    | Rik Van Linden      | Hoonved-Bottecchia | s.t.     |
| 4    | Pierino Gavazzi     | Atala-Campagnolo   | s.t.     |
| 5    | Giovanni Mantovani  | Famcucine          | s.t.     |
| 6    | Giuseppe Martinelli | Selle San Marco    | s.t.     |
| 7    | Francesco Moser     | Famcucine          | s.t.     |
| 8    | Domenico Perani     | Zonca              | s.t.     |
| 9    | Vittorio Algeri     | Metauro Mobili     | s.t.     |
| 10   | Marcel Russenberger | Cilo-Aufina        | s.t.     |